# Дамадан Мегебский
Дамадан Мегебский или Дамадан-ал Мухи (1642, Мегеб, ныне Гунибский район, Дагестан — 1721 (1726), Гянджа, ныне Азербайджан) — исламский богослов, медик, астроном, химик, физик, математик. Основоположник математических, астрономических и медицинских наук в Дагестане.

## Биография
Дамадан был одним из ранних представителей возрождения (ренессанса) арабо-мусульманской культуры в Дагестане. Учителями Дамадана был Мухаммад Кудутлинский и Казакилав из села Арчи.
Родное село Дамадан навещал очень редко, так как после получения школьного образования в Дагестане он много времени жил и работал в странах мусульманского Востока — в Сирии, Йемене, Иране, Азербайджане, одновременно получая новые и совершенствуя имеющиеся свои знания. Немалое количество дагестанцев были его учениками, получая от него мусульманское образование. 
Погиб во время турецкого нападения на Гянджу в 1726 году (по другим данным в 1721).

## Научная деятельность
Дамадан любил медицину, изучал её на основе работ Ибн Сины, Абуль-Касима аз-Захрави, Ибн аль-Байтара, ар-Рази, Маджуси и прочих арабо-мусульманских медиков.
Он перевел с персидского на арабский труд тогда очень популярного иранского медика Закарии Разии «Тухфатуль му’минин» — «Подарок правоверным». Эта редкая в те времена книга досталась в качестве трофея правителю Казикумухского ханства Чолаку Сурхаю после захвата Шемахи. Хан попросил тогда уже известного в Дагестане Дамадана перевести этот труд. Дамадан перевёл её и пользовался этой работой.
Также был найден неполный текст его краткого справочника, где есть названия лекарств, способы их изготовления из растений, неорганических веществ и продуктов животноводства. Справочник был переведён на некоторые дагестанские языки. Неполные тексты на даргинском и лакском языках используются до нынешних пор отдельными сельскими лекарями. Дамадана считают одним из основателей дагестанской медицинской школы.
Как свидетельствует сохранившееся в рукописи сочинение учёного, он был знаком с арабской медициной, в частности с трудами Абу-ль Касим аз-Захрави, Ибн-аль-Байшар XII-XIII вв. и других учёных. Дамадану принадлежит перевод астрономии Птолемея с греческого на арабский.
В своих работах он опирался на труды Улугбека и Насруддина ат-Туси. Дамадан перевёл с персидского на арабский толкование ал-Бурджани на книгу Улугбека «Мукаддамат». 
В своих трудах по алгебре и математике использовал тригонометрические таблицы, а также изучал, например, задачи третьей, четвёртой и пятой степени в уравнениях.
В области химии он первым в Дагестане использовал различные методы очистки металлов, разработал рецепты покраски кожи и тканей. Также занимался проблемами «превращения металлов» и поиском «философского камня».

## Оценки
По характеристике И. Ю. Крачковского Дамадан Мегебский  — энциклопедический учёный, который обнял все отрасли арабо-язычной науки. Знаток арабистики в Дагестане.
М. Саидов пишет, что Дамадан «в совершенстве владел математическими и естественными науками и в своих трудах подробно изложил их основные положения, основываясь в большинстве случаев на «Началах» Эвклида или ссылаясь на труды восточных корифеев (Насир-аддина из Туса). Он обладал обширными познаниями в тригонометрии и, излагая ее основы, сопровождал их своими выводами. Дамадан в совершенстве владел методом использования пропорции, создал компактную теорию решения приблизительных предположительных задач. Ему принадлежит множество комментариев, статей, критических заметок по отдельным трудам».
По свидетельствам учёных Гасана Алкадари и Али Каяева, был признанным учёным в астрономии.